# チョイス!
『チョイス!』（原題：Swing Vote）は、2008年制作のアメリカ合衆国の映画。
アメリカ合衆国大統領選挙を題材にしたコメディ映画。ケビン・コスナー主演・兼製作。原題の意味は「浮動票」。日本では劇場未公開。

## あらすじ
ニューメキシコ州の小さな町で卵検査官の仕事をしているバドは、娘モリーと暮らすシングルファーザーで、飲んだくれの冴えない男である。
ある日、バドは日頃の勤務態度の悪さを理由に解雇されてしまう。その日は大統領選挙の投票日だった。再選を狙う現職のブーン大統領と対立候補のグリーンリーフ上院議員が激しい選挙戦を繰り広げ、大きな話題となっていたが、バドは全く興味がなく、いつものように行きつけのバーで飲んだくれていた。
しかし、そんなバドとは対照的に愛国心が強く、しっかり者のモリーは学校のレポートのテーマを大統領選挙にしていたことから、無断でバドを選挙人に登録し、絶対に投票に行くよう強く求めていた。そのことを思い出したバドは慌てて投票所に向かうが、途中で頭をぶつけて気を失ってしまう。そんなことを知る由もないモリーは業を煮やし、彼の代わりに投票する。しかしこの時停電が起き、モリーの投じた票は未処理になってしまっていた。
そして開票が始まる。史上稀に見る大激戦で両候補とも一歩も譲らず、開票が遅れているニューメキシコ州の結果次第となった。しかも、バドの代わりとしてモリーの投じた票が先の停電のせいで無効票となり、バドは投票をやり直すことになる。そしてそれが、次の大統領を決める決め手の1票となることが判明する。
バドのもとには両陣営のスタッフ根回しにやってきたほか、国内外のマスコミも押しかけ、バドは一躍時の人となる。果たして、バドはどのような決断を下すのか。

## キャスト
- バド・ジョンソン：ケビン・コスナー（吹替：内田直哉）
- モリー・ジョンソン：マデリン・キャロル（吹替：永田依子）
- ケイト・マディソン：ポーラ・パットン（吹替：永吉ユカ）
- アンドリュー・ブーン大統領：ケルシー・グラマー（吹替：高松直輝）
- ドナルド・グリーンリーフ上院議員：デニス・ホッパー（吹替：佐々木敏）
- アート：ネイサン・レイン
- マーティン・フォックス：スタンリー・トゥッチ
- ジョン・スウィーニー：ジョージ・ロペス
- ウォルター：ジャッジ・ラインホルド
- ラリッサ・ジョンソン：メア・ウィニンガム
- ワイアット：マーク・モーゼス
- ルイス：チャールズ・エステン（吹替：井上悟）
- グリーンリーフ夫人：ナナ・ヴィジター
- フロイド・ウェスターマン

## 評価
レビュー・アグリゲーターのRotten Tomatoesでは151件のレビューで支持率は38%、平均点は5.20/10となった。Metacriticでは30件のレビューを基に加重平均値が47/100となった。